# Ревенко Микола Мусійович
Микола Мусійович Ревенко (6 листопада 1937, село Річки, Білопільський район, Сумська область) — радянський та український політик. Депутат Верховної Ради УРСР 10—11-го скликань (1980—1990), народний депутат України 1-го скликання (1990—1994), депутат Чернівецької обласної ради, 2-й секретар Чернівецького обласного комітету КПУ. Кандидат економічних наук.

## Життєпис
Народився в родині колгоспників. У 1955 році закінчив місцеву середню школу.
З 1955 року працював різноробом у колгоспі імені Кірова Білопільського району Сумської області. З 1956 року служив у Військово-Морському флоті СРСР.
Член КПРС з 1959 року.
Після військової служби у 1959 році вступив на навчання і у 1964 році закінчив з відзнакою Мелітопольський інститут механізації сільського господарства Запорізької області.
У 1964—1966 роках — головний інженер-механік Вижницького районного виробничого управління сільського господарства Чернівецької області.
З 1966 року обіймав відповідальні посади у Чернівецькому обкомі Компартії України. У 1966—1970 роках — інструктор, у 1970—1973 роках — заступник завідувача, у січні 1973—1979 роках — завідувач сільськогосподарського відділу Чернівецького обласного комітету КПУ.
З 1978 року навчався в заочній аспірантурі Академії суспільних наук при ЦК КПРС.
У 1979—1991 роках — 2-й секретар Чернівецького обласного комітету КПУ. Займався питаннями сільського господарства, транспорту, будівництва.
У 1983 році захистив кандидатську дисертацію «Вплив міжгосподарської кооперації та агропромислової інтеґрації на розвиток колгоспно-кооперативної власності» в Академії суспільних наук при ЦК КПРС.
У 1983—1984 роках брав участь в афганській війні. Працював в Афганістані радником ЦК КПРС при ЦК НДП Афганістану в місті Кабулі.
4.03.1990 року обраний народним депутатом України, 1-й тур, 57,51 % голосів, 2 претенденти. Входив до груп «Аграрники», «За соціальну справедливість». Заступник Голови Комісії ВР України з питань агропромислового комплексу.
У 1994—1997 роках — керівник торгово-економічної місії при посольстві України в Республіці Молдова.
Потім — на пенсії в місті Києві.
Кандидат економічних наук, автор двох наукових монографій: «Трансформація відносин власності у сільському господарстві України» і «Власність та аграрна реформа», а також низки статей, у тому числі й про рідне село Річки. Працював в інституті аграрної економіки Української аграрної академії наук. 

## Нагороди
- орден Трудового Червоного Прапора
- орден «Знак Пошани»
- орден Дружби народів
- дві медалі
- орден «Червоний Прапор» Демократичної Республіки Афганістан
- три медалі Демократичної Республіки Афганістан
- Почесна грамота Президії Верховної Ради Української РСР